# Cherbourgi esernyők
A Cherbourgi esernyők (franciául: Les Parapluies de Cherbourg) 1964-ben bemutatott zenés film, „a francia film legendás és nemzedékeket andalító, szeretetreméltó szép giccse”. Jellegzetessége, hogy – az operához hasonlóan – a leghétköznapibb párbeszédeket is éneklik benne. A film a rendező Lola és A rochefort-i kisasszonyok című filmjei között készült el, amelyek jórészt ugyanolyan stílusúak és a szereplőik is azonosak. „Sós-könnyes arcú mosolygós sírás, felejtés, boldog-boldogtalan szerelmi nosztalgia, a szívszorító bánatok mozi-közhelyei találtak otthonra az ő [Jacques Demy] mozivásznán.”

## Cselekmény
|  | Alább a cselekmény részletei következnek! |

Madame Emery és Geneviève nevű lánya (Catherine Deneuve) ernyőket árulnak a normandiai tengerparti városkában, Cherbourgban. Geneviève szerelmese, Guy (Nino Castelnuovo) autószerelőként dolgozik, és idős, beteg nagynénjével él, akit a csendes természetű Madeleine (Ellen Farner) ápol. Madeleine titokban szerelmes Guyba. A fiút besorozzák, és el kell mennie az algériai háborúba. A bevonulása előtti éjszakát együtt tölti Geneviève-vel, aki terhes lesz. A lány egyedül érzi magát, mert Guy ritkán írhat neki a katonai cenzúra miatt, és anyja rábeszélésére férjhez megy egy gazdag párizsi ékszerészhez (Marc Michel). A férfi tudja, hogy választottja gyermeket vár, de annyira szerelmes, hogy így is elveszi feleségül.
Amikor Guy sebesülten visszatér a háborúból, megtudja, hogy Geneviève férjhez ment, és elköltözött Cherbourgból, az esernyőboltot pedig bezárták. Próbál visszatalálni a háború előtti életéhez, de nem sikerül. Egy nap Guy összetűz a főnökével, és az egész éjszakát kikötői bárokban tölti, alaposan berúg, végül felszed egy prostituáltat. Amikor visszatér a lakásába, Madeleine elmondja neki, hogy nagynénje meghalt. Guy ráébred, hogy Madeleine szereti őt, és segítségével új életet kezd.
A nagynénje utáni örökségből amerikai stílusú benzinkutat nyit, és feleségül kéri Madeleine-t. A lány elfogadja, noha tudja, hogy a lánykérés csak kétségbeesett válasz Geneviève házasságára.
Öt évvel később Guy még mindig a saját benzinkútját vezeti. Karácsony este van, és Madeleine és a kisfiúk sétálni mennek, amíg Guy végez a munkával. Ezután egy új Mercedes parkol le a kútnál, és a szemmel láthatóan gazdaggá lett Geneviève száll ki belőle. Kislánya (aki egyben Guy gyermeke is) a kocsiban marad. Az első sokk után Guy és Geneviève bemennek a boltba, és a nő elmondja, hogy férjhezmenetele óta nem járt Cherbourgban. Anyja időközben meghalt. A beszélgetés végén Geneviève megkérdezi Guyt,  hogy akarja-e látni a gyermeket. A válasz egy rövid nem, úgyhogy Geneviève elbúcsúzik. A film végén Guy csókkal üdvözli feleségét és játszani kezd kisfiával.

## Zenéje
Az énekeket nem a főszereplők adták elő, hanem
- Danielle Licari: Geneviève Emery
- José Bartel: Guy Foucher
- Christiane Legrand: Madame Emery
- Georges Blaness: az ékszerész
- Claudine Meunier: Madeleine
- Claire Leclerc: Élise néni

A film bemutatása után a film két dala angol fordításban világhírűvé vált: az I Will Wait for You és Watch What Happens.

## Fogadtatás

### Kritikai visszhang
A francia kritikusok és közönség nagy lelkesedéssel fogadták a filmet, külföldön azonban kevésbé volt népszerű.

### Díjak és jelölések
Louis Delluc-díj (1963)
- díj: Louis Delluc-díj (Jacques Demy)

Cannes-i fesztivál (1964)
- díj: Arany Pálma (Jacques Demy)
- díj: Technikai Nagydíj (Jacques Demy)
- díj: OCIC-díj (Jacques Demy)

Filmkritikusok francia szindikátusa (1965)
- díj: legjobb film (Jacques Demy)

Oscar-díj (1965)
- jelölés: legjobb idegen nyelvű film (Jacques Demy)

Oscar-díj (1966)
- jelölés: legjobb eredeti filmzene (Michel Legrand, Jacques Demy)
- jelölés: legjobb filmzene – Adaptáció vagy feldolgozás (Michel Legrand)
- jelölés: legjobb eredeti dal (Michel Legrand – Jacques Demy: I Will Wait for You)
- jelölés: legjobb eredeti forgatókönyv

Grammy-díj (1966)
- jelölés: legjobb eredeti filmzene (Michel Legrand, Jacques Demy)

Golden Globe-díj (1966)
- jelölés: legjobb idegen nyelvű film